# Aguarunas
Cet article concerne le peuple aguaruna. Pour la langue aguaruna, voir Aguaruna.

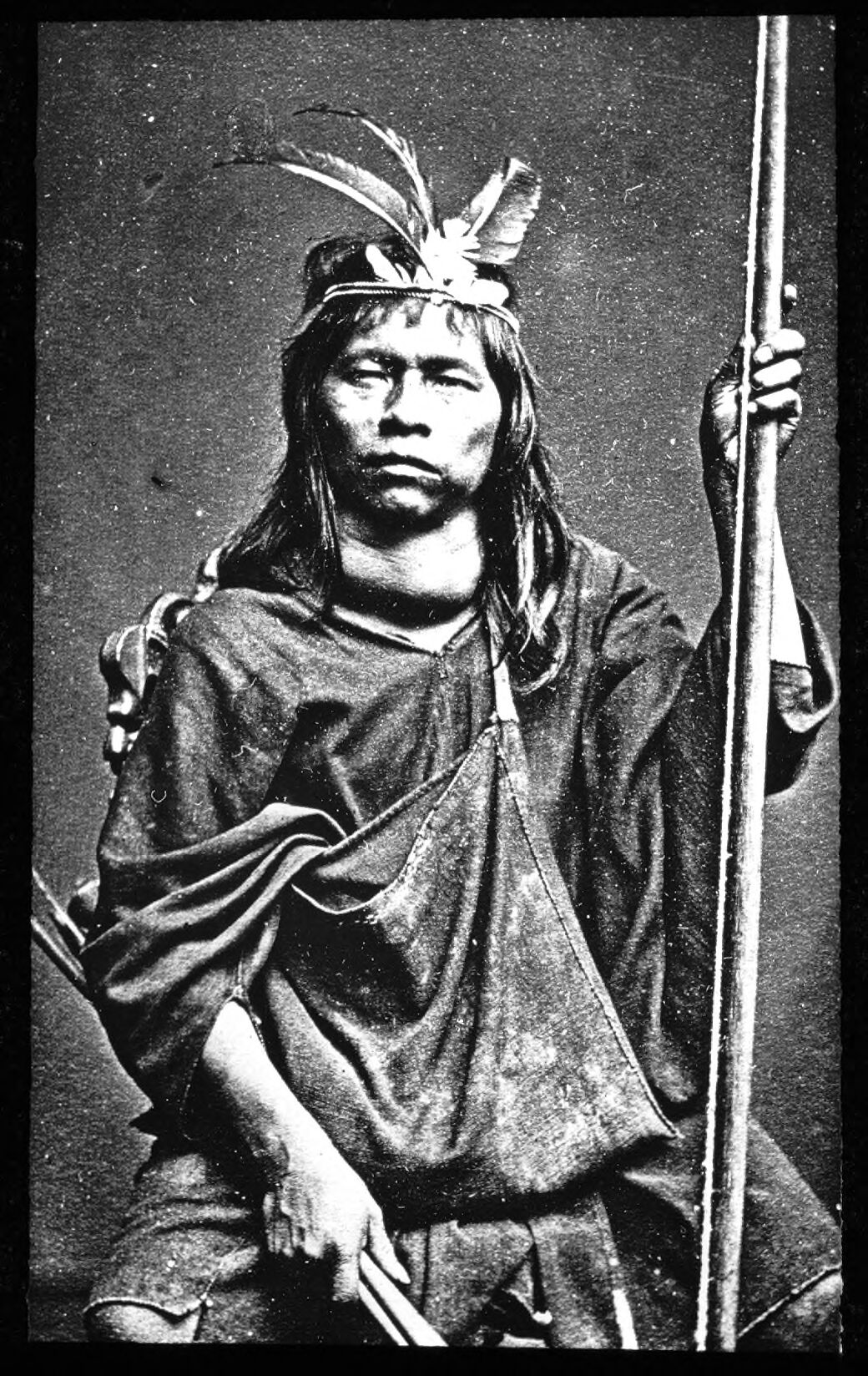
Aguaruna en 1880.

Les Aguarunas ou Awajuns sont une communauté indigène de la forêt amazonienne du nord du Pérou appartenant au peuple jivaro.
Ils vivent dans le nord de la Région d'Amazonas dans une zone frontalière avec l’Équateur et traversée par le Marañón.
Evaristo Nugkuag Ikanan, président de la COICA (Coordination des Organisations indigènes du Bassin Amazonien), est issu de la communauté Aguaruna.
Leur langue est l'aguaruna.
Une association s'est créée pour aider les indiens de cette région à s'organiser eux-mêmes. Edith Etsam, une Aguaruna, est à l'origine de cette association : L'Œil Vert.